# Carex loretii
Carex loretii là một loài thực vật có hoa trong họ Cói. Loài này được Rouy mô tả khoa học đầu tiên năm 1912.